# Galway GAA
Il Galway County Board, più conosciuto come Galway GAA, è uno dei 32 county board irlandesi responsabile della promozione degli sport gaelici nella contea di Galway e dell'organizzazione dei match della propria rappresentativa (Galway GAA è usato anche per indicare le franchigie degli sport gaelici della contea) con altre contee.
Galway è il più classico esempio di Dual County, una contea dove hurling e calcio gaelico sono giocati allo stesso livello. La dualità della contea era rimarcata in passato anche da un fatto piuttosto anomalo anche per le altre dual county: le franchigie e l'organizzazione delle due discipline sono stati per molto tempo controllati da due dirigenze interne separate, col risultato che le rappresentative scendevano in campo con divise, sponsor e perfino stemmi diversi. Questa situazione è cambiata dal 2013, con unione di dirigenze, stemmi, sponsor e divise. 
La distinzione delle dirigenze rifletteva anche alla divisione delle zone a maggiore influenza dell'uno o dell'altro sport, come se si trattasse effettivamente di due diverse contee territoriali. Tutt'oggi il calcio gaelico si gioca soprattutto nella regione del Connemara, nelle Isole Aran, a Ballinasloe ed Inishbofin, mentre l'hurling prevale nel sud della contea e a Est. 
Nel capoluogo ci sono forti rappresentative per entrambi gli sport.

## Calcio gaelico
Il calcio gaelico è molto seguito nelle zone occidentali e settentrionali dell'isola, non a caso in particolare quelle vicine al confinante Mayo, con cui Galway forma una delle rivalità più sentite degli sport gaelici. Nonostante non possa vantare il maggior numero di titoli provinciali del Connacht, superata da Mayo, Galway è la squadra che ha vinto più titoli nazionali della provincia d'appartenenza, vantando in bacheca 9 Sam Maguire Cup ed attestandosi terza nella classifica generale nazionale subito dietro le superpotenze di queste sport, Kerry e Dublino, distanziando di due misure altre franchigie blasonate come Cork e Meath.

### Storia

#### Dagli albori agli anni '50
Inizialmente la rappresentativa della contea era, come per tutte le altre contee, il club campione territorialmente. Nelle primissime edizioni Galway dovette rinunciare alla partecipazione, non avendo ancora allestito un campionato proprio, permettendo ad esempio nel 1887 a Wexford di arrivare in finale senza giocare. Per vari anni Galway fu il rappresentante del Connacht senza esserne campione poiché di fatto le altre contee della provincia non avevano ancora allestito delle squadre e dei tornei interni. Dopo vari ritiri per motivi organizzativi, nel 1900 per mancanza di avversari Galway raggiunse in maniera alquanto bizzarra la finale dell'Home Cup senza disputare un match.
Fu soltanto nel 1901 che finalmente si riuscì ad organizzare il primo torneo provinciale del Connacht, con Galway che sconfisse Roscommon alle semifinale ma venne battuta da Mayo nella prima finale di sempre della storia.
Nonostante avesse rappresentato il Connacht varie volte, fu soltanto nel 1911 che Galway poté presentarsi alla ribalta nazionale come campione provinciale. Seguirono altri due titoli provinciali e la prima finale All-Ireland nel 1919, persa contro Kildare.
Il primo trofeo nazionale fu conseguito nel 1925 in maniera piuttosto confusionaria e controversa: in quell'anno la competizione nazionale si sovrappose a quella provinciale del Connacht, col risultato che le semifinali nazionali si giocarono prima che fosse giocata la finale della provincia. Il board provinciale scelse il Mayo per essere rappresentato in quanto campione uscente ed i rossoverdi vinsero la semifinale All-Ireland, raggiungendo la finale e vincendola a tavolino in quanto sia Cavan che Kerry, le altre due semifinaliste, erano state squalificate per aver schierato giocatori non ammessi. Solo dopo si giocò la finale Connacht, che tuttavia fu vinta da Galway, col risultato che il titolo nazionale venne assegnato ai Tribesman. Questa scelta, del tutto politica, portò a numerose polemiche e si decise di rigiocare tutte le semifinali, stavolta senza Mayo. Kerry lamentò il fatto che il risultato era acquisito a suo favore ma la GAA ordinò di rigiocare il match. Kerry abbandonò la competizione per protesta, lasciando il posto in finale a Cavan che perse contro Galway, finalmente campione ufficiale e senza recriminazioni.
Ci vollero nove anni perché Galway, nel 1934, si aggiudicasse il secondo titolo, stavolta in circostanze meno rocambolesche: una netta vittoria su Dublino per 3-5 a 1-9 permise alla squadra, non ancora amaranto, di vincere la Sam Maguire per la prima volta nella storia del Connacht. Solo 4 anni dopo arrivò il terzo titolo: nonostante un pareggio nella prima finale (3-3 a 2-6), i Tribesmen riuscirono a battere Kerry nel replay 2-4 a 0-7. Iniziò successivamente un periodo di magra, attenuato solo da vittorie dei titoli provinciali, complice l'exploit nel Connacht di Roscommon negli anni '40 e di Mayo negli altri, lasciando meno possibilità di partecipare a Galway.
Il quarto titolo All-Ireland fu vinto quindi nel 1956, circa vent'anni dopo, quando la squadra si impose su Cork per 2-13 a 3-7.

#### Gli anni '60
Il decennio degli anni sessanta fu uno dei più prosperi della franchigia, che si aggiudicò ben tre titoli nazionali (un terzo di tutto il palmares) tutti in fila: 1964, 1965 e 1966.
Il 1966 fu forse l'anno più importante ed entrato nell'immaginario collettivo dei tifosi. La squadra vinse dapprima il titolo provinciale contro Mayo, in una delle finali più emozionanti di sempre. La partita finì 0-12, 1-8. Lo stesso anno la franchigia vinse l'All-Ireland battendo in finale la strafavorita Meath, dopo avere avuto la meglio su Cork in una semifinale combattutissima segnata negli ultimi minuti dalle provvidenziali parate di Johnny Geraghty. Il titolo chiuse una tripletta storica per la franchigia, mai ripetuta.

#### Dagli anni '70 agli anni '90
Dopo le grandi vittorie degli anni '60 iniziò un periodo molto lungo di digiuno. La squadra rimase competitiva, tanto che prese parte comunque a delle finali nei primi anni '70 e nel 1983, senza tuttavia mai vincere. 
Dal 1966, Galway si ripresentò in finale nel 1971, 1973 e 1974, perdendo rispettivamente con Offaly, Cork e Dublino.
Gli anni '80 furono ancora meno appaganti: nonostante varie vittorie provinciali, Galway fallì l'approdo in finale contro Offaly nel 1982, perdendo una semifinale a lunghi tratti gestita in vantaggio. L'occasione fu colta l'anno successivo, quando i Tribesman trovarono in finale Dublino nel 1983: la partita passò alla storia come "il match della vergogna" per l'alto tasso di violenze e scorrettezze. Tra gli episodi chiave, un gol segnato dalla lunga distanza da Dublino dopo un rinvio sbagliato del portiere ed aspramente contestato dalla squadra amaranto per la presenza in campo dell'allenatore avversario; espulsioni in entrambi gli schieramenti per pugni, zuffe e risse a fine primo tempo in campo e nel tunnel. La ripresa cominciò subito male, con l'espulsione di Kieran Duff di Dublino per aver sferrato un calcio a Pat O'Neill mentre era a terra. La partita cominciò a tornare normale dopo quest'ultimo episodio, con Dublino in campo con tre uomini in meno e Galway uno. Nonostante i due uomini in più, Galway non riuscì ad imporsi e perse 1-10 a 1-8. Dopo il match, la GAA irrogò pesante sanzioni, squalificando per un mese Tomás Tierney e Peter Lee di Galway, nonché quattro giocatori di Dublino con varie sospensioni, tra le quali una di dodici mesi a Duff per l'episodio del calcio in testa ad O'Neill's ed una di tre all'allenatore Heffernan
Dopo questa tristemente celebre partita Galway sparì dalla grande scena nazionale per quindici anni. Fu soltanto nel 1995 che Galway vinse nuovamente un titolo provinciale, salvo poi essere eliminata nella All-Ireland. L'anno che ruppe il grande digiuno fu il 1998, quando Galway vinse prima il torneo provinciale e poi l'All-Ireland sconfiggendo Kildare in finale. Due anni dopo perse la finale contro Kerry, salvo rifarsi l'anno successivo vincendo contro Meath.

#### Anni duemila
Galway iniziò il nuovo millennio in grande spolvero: la campagna del 2000 vide la squadra raggiungere la finale in maniera convincente e contenderla con una forte selezione di Kerry, che si impose soltanto nel replay. 
Il titolo arrivò comunque l'anno successivo, nel 2001, in maniera del tutto particolare per il tempo: era infatti la prima edizione in cui venivano giocate le cosiddette backdoors, le qualifiche in caso di eliminazione dalla competizione provinciale. Galway sfruttò in maniera perfetta questa possibilità, dato che fu eliminata in semifinale da Roscommon, ma riuscì ad andare avanti nelle qualifiche eliminando nell'ordine Wicklow, Armagh di un punto e infine Cork. Approdata nella All-Ireland, Galway ha subito l'occasione di prendersi la rivincita contro Roscommon, fresco campione provinciale, riuscendo nel suo intento. Viene poi il turno di Derry ed infine in finale di Meath, battute nettamente. Galway festeggia per la prima volta nella storia come campione nazionale senza essere campione provinciale.
Quello del 2001 è l'ultimo titolo All-Ireland vinto da Galway, che non ha mai più raggiunto nemmeno la finale della massima competizione. Negli anni successivi la squadra ha vinto dei titoli provinciali, nelle edizioni 2002, 2003, 2005, 2008.

### Finali di National Football League a cui Galway ha preso parte
In neretto le edizioni vinte
| Anno | Stadio     | Risultato                 |
| ---- | ---------- | ------------------------- |
| 1940 | Croke Park | Galway 2-5 Meath 1-5      |
| 1957 | Croke Park | Galway 1-8 Kerry 0-6      |
| 1965 | Croke Park | Galway 1-7 Kerry 0-8      |
| 1966 | Croke Park | Longford 0-9 Galway 0-8   |
| 1981 | Croke Park | Galway 1-11 Roscommon 1-3 |
| 1984 | Limerick   | Kerry 1-11 Galway 0-11    |
| 2001 | Croke Park | Mayo 0-13 Galway 0-12     |
| 2004 | Croke Park | Kerry 3-11 Galway 1-16    |
| 2006 | Limerick   | Kerry 2-12 Galway 0-10    |

### Finali dell'All-Ireland a cui Galway ha preso parte
In neretto le edizioni vinte:
| Year | Sede       | Risultato                | Spettatori  |
| ---- | ---------- | ------------------------ | ----------- |
| 1919 | Croke Park | Kildare 2-5 Galway 0-1   | 32,000      |
| 1922 | Croke Park | Dublin 0-6 Galway 0-4    | 11,7922     |
| 1925 | Croke Park | Galway 3-2 Cavan 1-2     | Sconosciuto |
| 1933 | Croke Park | Cavan 2-5 Galway 1-4     | 45,188      |
| 1934 | Croke Park | Galway 3-5 Dublin 1-9    | 36,143      |
| 1938 | Croke Park | Galway 3-3 Kerry 2-6     | Sconosciuto |
| 1938 | Croke Park | Galway 2-4 Kerry 0-7     | 47,851      |
| 1940 | Croke Park | Kerry 0-7 Galway 1-3     | 60,821      |
| 1941 | Croke Park | Kerry 1-8 Galway 0-7     | 45,512      |
| 1942 | Croke Park | Dublin 1-10 Galway 1-8   | 37,105      |
| 1956 | Croke Park | Galway 2-13 Cork 3-7     | 70,772      |
| 1959 | Croke Park | Kerry 3-7 Galway 1-4     | 85,897      |
| 1963 | Croke Park | Dublin 1-9 Galway 0-10   | 87,106      |
| 1964 | Croke Park | Galway 0-15 Kerry 0-10   | 76,498      |
| 1965 | Croke Park | Galway 0-12 Kerry 0-9    | 77,735      |
| 1966 | Croke Park | Galway 1-10 Meath 0-7    | 71,569      |
| 1971 | Croke Park | Offaly 1-14 Galway 2-8   | 70,789      |
| 1973 | Croke Park | Cork 3-17 Galway 2-13    | 73,308      |
| 1974 | Croke Park | Dublin 0-14 Galway 1-6   | 71,898      |
| 1983 | Croke Park | Dublin 1-10 Galway 1-8   | 71,988      |
| 1998 | Croke Park | Galway 1-14 Kildare 1-10 | 65,886      |
| 2000 | Croke Park | Galway 0-14 Kerry 0-14   | Sconosciuto |
| 2000 | Croke Park | Kerry 0-17 Galway 1-10   | 64,094      |
| 2001 | Croke Park | Galway 0-17 Meath 0-8    | 70,842      |

### Titoli
- All-Ireland Senior Football Championships: 9
  - 1925, 1934, 1938, 1956, 1964, 1965, 1966, 1998, 2001
- All-Ireland Junior Football Championships: 4
  - 1931, 1958, 1965, 1985
- All-Ireland Under-21 Football Championships: 3
  - 1972, 2002, 2005
- All-Ireland Minor Football Championships: 6
  - 1952, 1960, 1970, 1976, 1986, 2007
- All-Ireland Vocational Schools Championships:3
  - 1964, 1965, 1976
- National Football Leagues: 4
  - 1940, 1957, 1965, 1981
- Connacht Senior Football Championships: 43
  - 2003, 2005, 2008

## Hurling
L'hurling è praticato ed apprezzato quanto il calcio gaelico nella Contea di Galway, nonostante i pochi trofei All-Ireland in bacheca possano far pensare il contrario, determinati non dalla poca competitività nel corso della storia della squadra, sempre o quasi di livello, quanto dall'alto numero di finali perse.

### Storia

#### Dagli albori alla "maledizione"
Galway partecipò alla prima edizione in assoluto del torneo All-Ireland, nel 1897, perdendo contro Tipperary. Negli anni a seguire non raggiunse mai la finale fino al 1923, quando si aggiudicò il suo primo titolo nazionale contro Limerick. Galway riuscì ad approdare a varie finali successive negli anni '20, precisamente 1924, 1925, 1928 e 1929, ma le perse tutte. Dopo un periodo di digiuni, Galway si ripresentò in finale negli anni '50, perdendole però nel 1953, 1955 ed ancora nel 1958. Erano ormai passati 35 anni dal loro unico trofeo ed avevano già perso sei finali di fila.
Cominciò ad aleggiare il mito, a dire il vero comune anche ad altre squadre poco fortunate di una sorta di maledizione. Venne alla ribalta un aneddoto secondo il quale durante una messa i giocatori avrebbero lasciato la chiesa per recarsi a Dublino, dove avrebbero giocato una partita molto importante. Il sacerdote a quel punto avrebbe anatemizzato i giocatori, dicendo loro che non avrebbero più vinto un titolo All-Ireland oltre a quello del 1923.
Dopo un periodo di insuccessi senza raggiungimento delle finali e un certo affievolimento dell'entusiasmo nell'hurling, una campagna molto positiva del Connacht, per gran parte composto da uomini di Galway, nella Railway Cup del 1969 portò molte speranze. La stagione fu invece disastrosa e la squadra venne subito eliminata addirittura da Londra. Gli anni successivi si confermarono pessimi e solo a fine anni '70 Galway riuscì di nuovo a raggiungere due volte la finale, nel 1975 e 1979, perdendole nuovamente entrambe e rafforzando ulteriormente il mito della maledizione, che ormai era diventato folklore sportivo a tutti gli effetti.

#### Nuovi successi e tempi moderni

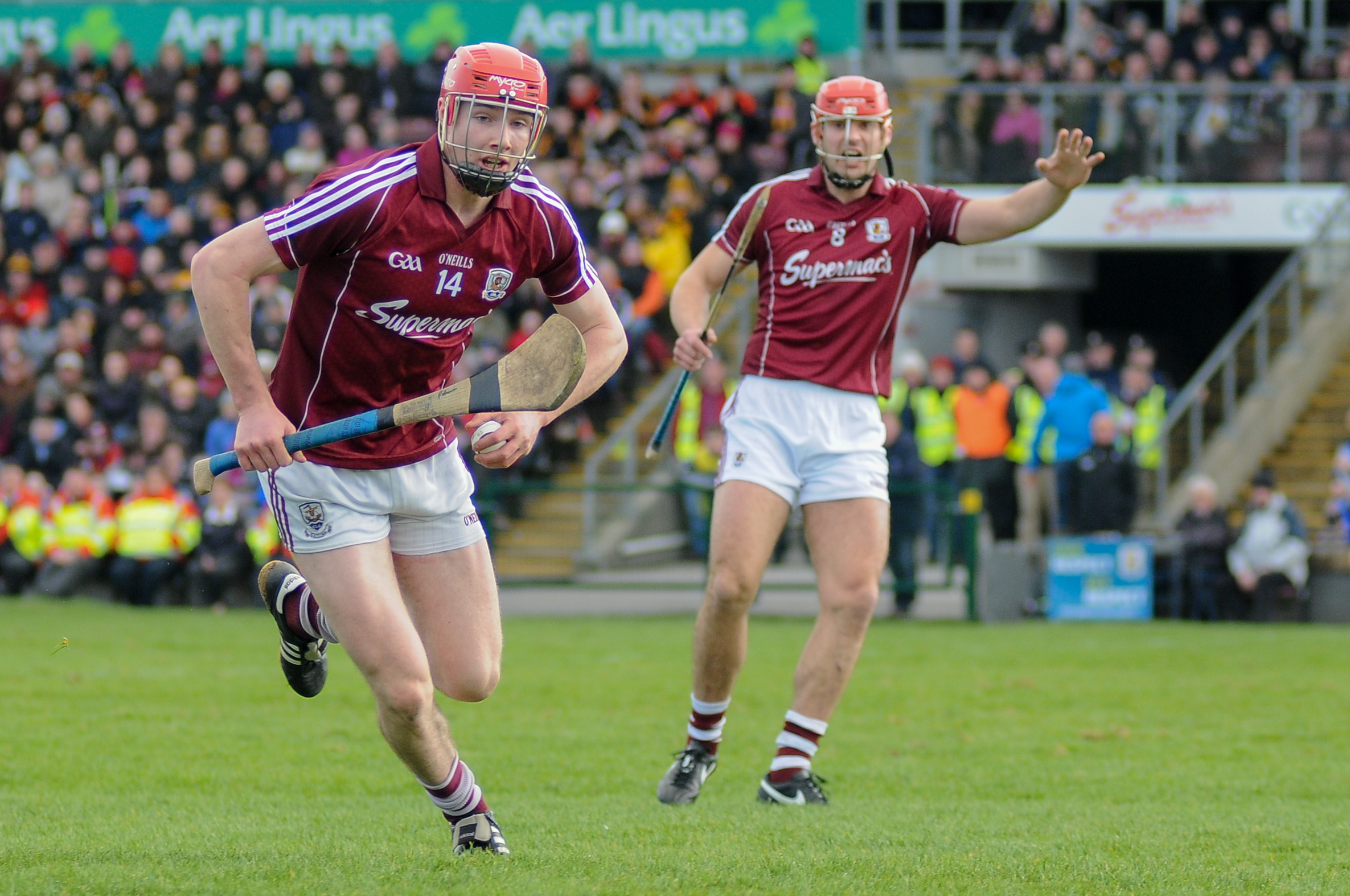
Giocatori di Galway nel 2015

Il tabù che affliggeva Galway fu finalmente sfatato nel 1980: la squadra guidata da Cyril Farrell, dopo un ottimo torneo, si imposte in finale contro Limerick, permettendo al capitano Joe Connelly di alzare al cielo la prima McCarthy dal 1923: erano passati 57 anni. L'anno successivo Galway arrivò in finale nuovamente, ma stavolta perse contro Offaly già affrontato e sconfitto l'anno prima in semifinale.
Fu nel 1987 che la squadra vinse nuovamente il terzo titolo della sua storia, bissando poi l'anno successivo il suo ultimo trofeo All-Ireland. Da quel momento in poi Galway ha ripreso la sua tradizione di finali perse, anche se oggi non si parla più di maledizione. Si possono annoverare tra le varie quelle contro Cork nel 1990 e quella del 1993 contro Kilkenny.
Dopo la soppressione del Connacht senior hurling championship, la squadra ha preso parte al Leinster Senior Hurling Championship, vincendolo nel 2012 contro Kilkenny.
Galway è tornata nel 2017 al trionfo dopo trent'anni precisi imponendosi in finale contro Waterford.

### Club
A livello di club la contea è una delle più titolate della nazione ed ha ottenuto un gran successo negli anni '90, quando club del capoluogo vinsero tre titoli nazionali All-Ireland consecutivi tra 1992 e 1994 e nel 1997 con Athenry, che si ripeté anche nel 2000 e nel 2001.

### Titoli vinti
- All-Ireland Senior Hurling Championships: 4
  - 1923, 1980, 1987, 1988
- All-Ireland Junior Hurling Championships: 2
  - 1939, 1996
- All-Ireland Under-21 Hurling Championships: 9
  - 1972, 1978, 1983, 1986, 1991, 1993, 1996, 2005, 2007
- All-Ireland Minor Hurling Championships: 8
  - 1983, 1992, 1994, 1999, 2000, 2004, 2005, 2009
- All-Ireland Vocational Schools Championships:15
  - 1980, 1981, 1982, 1983, 1984, 1985, 1986, 1987, 1992, 1993, 1994, 1995, 1999, 2001, 2002, 2003
- National Hurling Leagues: 9
  - 1932, 1951, 1975, 1987, 1989, 1996, 2000, 2004, 2010
- Walsh Cups: 1
  - 2010
- Leinster Senior Hurling Championship
  - 2012

## Colori e simboli
La divisa classica di Galway è contraddistinta da maglia color amaranto, pantaloncini bianchi e calzettoni amaranto. Non sono mancati in passato completi completamente color granata. 
Originariamente la franchigia non aveva una propria divisa ed utilizzava quelle del club campione territorialmente. L'attuale combinazione cromatica è stata adottata nel 1936.
Lo stemma è stato introdotto sulle divise nel 1956 circa. Originariamente veniva mostrato lo scudo della città di Galway e poi quello ufficiale della contea. Dal 2004 furono adottati degli stemmi distinti per l'hurling e per il football, che adornavano maglie ben distinte anche nei disegni e negli sponsor. L'attuale stemma invece è valido per entrambe le squadre: si tratta del vecchio stemma per l'hurling con scritto 'Gaillimh' al posto delle iniziali del board del singolo sport.

### Evoluzione dello stemma

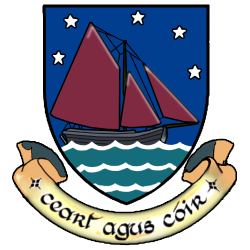
Stemma della contea usato prima dell'adozione del logo
Stemma della squadra di hurling fino al 2013
Stemma della squadra di calcio gaelico fino al 2013